# Caleta Higueras
Die Caleta Higueras (in Argentinien Caleta Fernandez Grellet) ist eine Bucht an der Nordküste von King George Island im Archipel der Südlichen Shetlandinseln. Sie liegt östlich des Round Point.
Chilenische Wissenschaftler benannten sie nach Leutnant Héctor Higueras Ormazábal, der als Hubschrauberpilot an der Rettung britischer, argentinischer und chilenischer Wissenschaftler beim Vulkanausbruch auf Deception Island im Dezember 1967 beteiligt war. Namensgeber der argentinischen Benennung ist Humberto Fernández Grellet, Leiter der argentinischen Cámara-Station auf Half Moon Island im Jahr 1953.